# DEC Tigers Königsbrunn
Der DEC Tigers Königsbrunn war ein Fraueneishockeyverein aus Königsbrunn. Die Tigers wurden 1987 gegründet und spielten ab 1991 in der Fraueneishockey-Bundesliga, in der sie 1995 die Deutsche Vizemeisterschaft erreichten. Am 5. Oktober 2006 löste sich der Verein auf, die Mannschaften schlossen sich zum Teil dem ESV Königsbrunn an.

## Geschichte
In der Saison 1987/88 nahm die Mannschaft des DEC Tigers Königsbrunn erstmals am Spielbetrieb teil.
Zur Saison 1991/92 gelang der Mannschaft der Aufstieg in die Fraueneishockey-Bundesliga. In der ersten Saison erreichte sie Platz 5 in der Gruppe Süd. In den folgenden Spielzeiten 1993/94, 1994/95 und 96/97 erreichten die Tigers die Finalrunde um den Deutschen Meistertitel.
Nachdem im Frühjahr 2006 die Fraueneishockey-Bundesliga in eine eingleisige Ligenform umgestellt wurde, wofür sich die Verantwortlichen des DEC bemüht hatten, wurde die Mannschaft des DEC Tigers im Sommer 2006 vom Spielbetrieb zurückgezogen. In einer Mitgliederversammlung am 5. Oktober 2006 wurde der DEC Tigers Königsbrunn von den Mitgliedern aufgelöst. Ein Großteil der Spielerinnen schloss sich dem ESV Königsbrunn an, der erstmals eine Mannschaft für die Bayerische Landesliga meldete.